# Ватерлінія

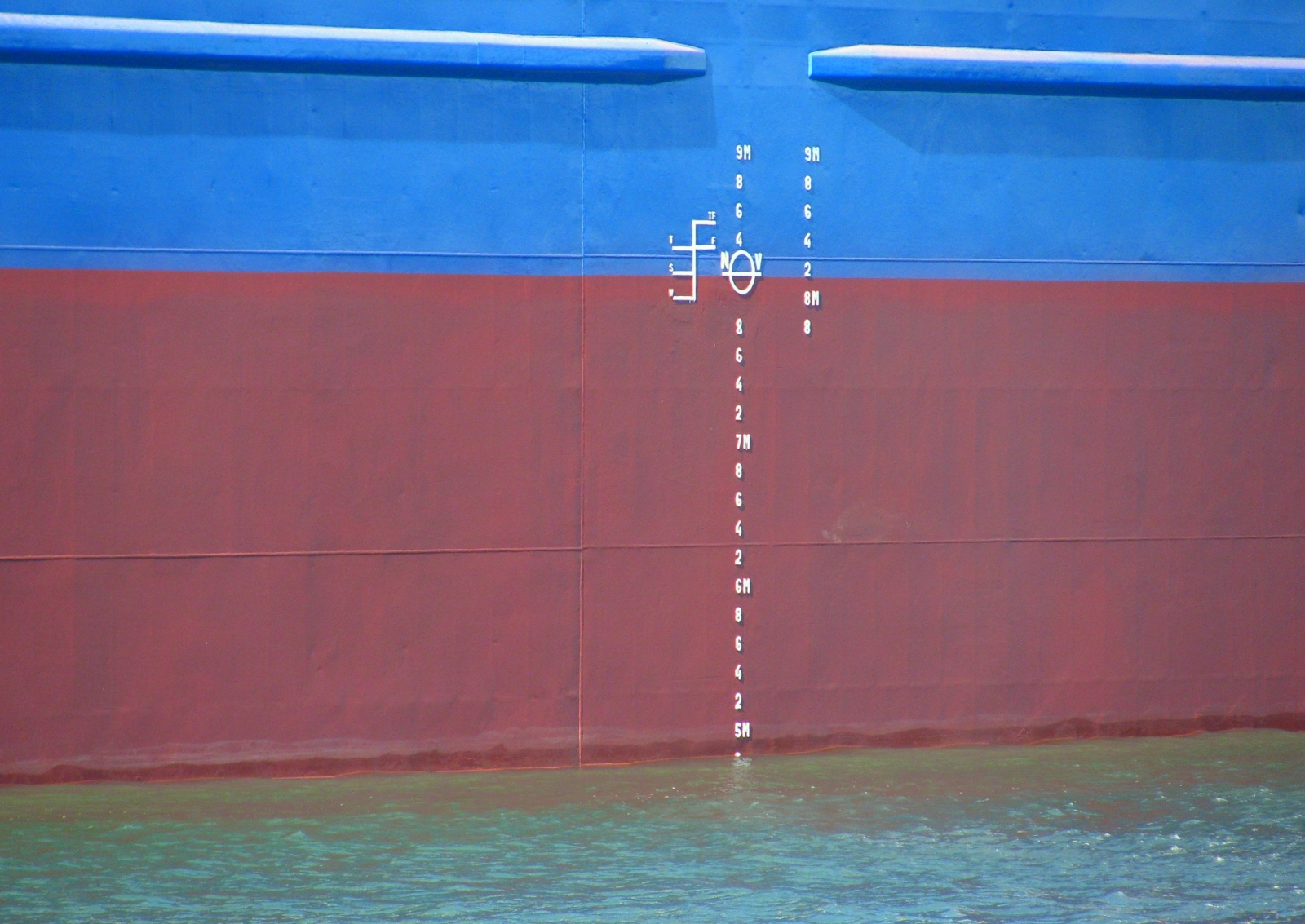
Ватерлінія

Зміна чинного водокресу залежно від осадки судна

Ватерлі́нія (англ. waterline — «лінія води»), у 2000-ні роки пропонується назва водокре́с — лінія границі дотику спокійної поверхні води з корпусом судна. Також, в теорії корабля ватерлінія (теоретична) — елемент теоретичного креслення: лінія перерізу теоретичної поверхні корпусу судна горизонтальною площиною.

## Види
Розрізняють такі види ватерлінії:
- конструктивна ватерлінія (КВЛ або англ. DWL) — ватерлінія, яку беруть за основу побудови теоретичного кресленика і яка відповідає одержаній попереднім розрахунком повній водотоннажності судна та нормальній водотоннажності корабля[2];
- розрахункова ватерлінія — водокрес, що відповідає осадці судна, для якої визначаються його розрахункові характеристики. При визначенні розрахункових характеристик розрахунковою ватерлінією вважають: для кораблів — ватерлінію, що відповідає нормальній водотоннажності, для суден — водокрес, що відповідає осадці по центру кола вантажної марки;
- чинна ватерлінія — лінія перерізу теоретичної поверхні корпусу судна площиною, положення якої визначається посадкою судна[2]. Чинна ватерлінія визначається формою судна, його середньою густиною, а також ступенем хвилювання води у даній водоймі.

## Використання
Площа ватерлінії використовується для обчислення коефіцієнта повноти корпусу. Форма площі ватерлінії, точніше її осьовий момент інерції є фактором, що визначає характеристики остійності. Очевидно, що у залежності від умов навантаження, крену і диференту форма площини ватерлінії, а з нею й остійність, можуть змінюватись.
Довжина по ватерлінії служить відмітним лінійним розміром при визначенні числа Фруда для водотоннажних суден, і отже, їх теоретичної швидкості.

## Вантажна марка

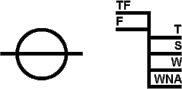
Вантажна марка (Plimsoll line)

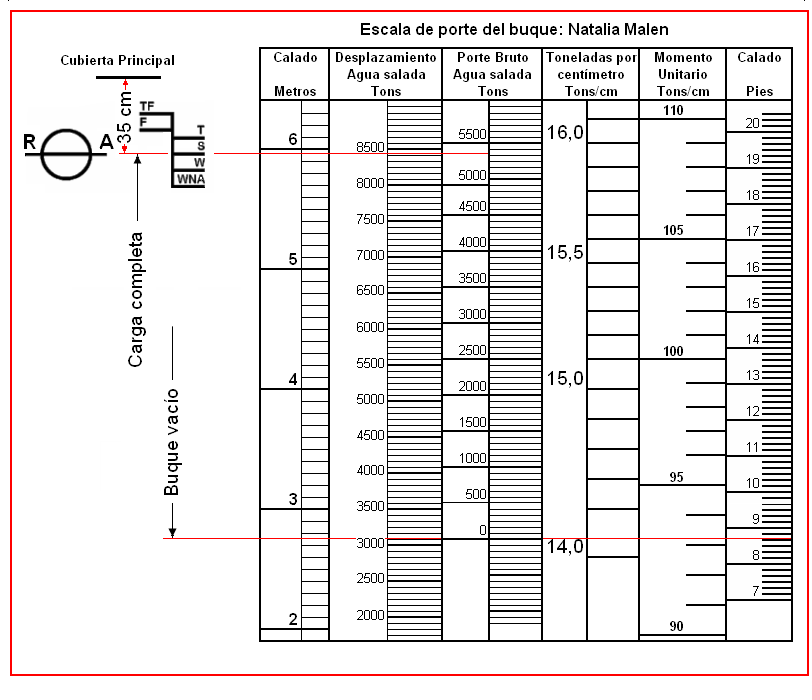
Таблиця, відповідності осадки судна до його завантаженості та риски вантажної марки

Вантажна марка (англ. Load line, англ. Plimsoll line) — система знаків на бортах судна у частині мідель-шпангоута, що визначає допустиму осадку для різних районів та умов плавання. Вантажна марка визначає рівень, до якого судно може бути безпечно навантажене. При завантаженні судна воно сідає глибше у воду і відмітка опускається ближче до поверхні води.
Британським політиком Семюелем Плімсолем (англ. Samuel Plimsoll, 1824–1898) була запропонована система всеосяжного маркування суден, що дозволила визначати найбільшу завантаженість корабля у залежності від пори року та регіону.
Букви на вантажній марці означають:
| Символ | Розшифрування         | Позначення                     |
| ------ | --------------------- | ------------------------------ |
| TF     | Tropical Fresh Water  | Прісна вода в тропіках         |
| F      | Fresh Water           | Прісна вода                    |
| T      | Tropical Seawater     | Морська вода в тропіках        |
| S      | Summer Seawater       | Літня морська вода             |
| W      | Winter Seawater       | Зимова морська вода            |
| WNA    | Winter North Atlantic | Зимова північноатлантична вода |

Взимку шторм і висока хвиля може розхитати судно чи залити палубу — тому потрібен додатковий запас плавучості. Північна Атлантика — особливо штормонебезпечний регіон із загрозою обмерзання — там запас плавучості повинен бути ще вищими. Тропічні води, навпаки, спокійні, там судно можна більше завантажувати.
Марки F і TF відповідають S і T, перерахованим для густини прісної води.